# Бархатница волчья
Бархатница волчья или крупноглазка большая (лат. Hyponephele lupina) — вид дневных бабочек из семейства бархатниц.

## Этимология латинского названия
Lupina (с латинского) — «волчья».

## Описание
Длина переднего крыла 21—27 мм. Верхняя сторона передних крыльев самцов имеет темно-серое андрокониальное поле. У самок черные «глазки» на крыльях располагаются на отдельных охристых пятнах. Нижняя сторона задних крыльев серого цвета, без бурого оттенка.

## Ареал и местообитание
Северо-западная Африка, Южная Европа, Турция, Израиль, Ливан, Ирак, Иран, Кавказ и Закавказье, южная часть Украины и европейской России, Казахстан к востоку до Тянь-Шаня и Прибайкалья. Известны также находки с Восточного Кавказа. Локально встречается в Крыму.
Населяет равнинные и горные степи с зарослями кустарников, злаково-разнотравные или злаково-полынные степи, антропогенные стации в окрестностях населенных пунктов, остепненные балки, засоленные степя, равнинные песчаные буруны, сухолюбивые редколесья, пойменные редколесья. В Крыму и на Кавказе бабочки часто встречаются около каменистых и скалистых участков.

## Биология
Развивается в одном — двух поколениях, в большинстве районов на юге своего ареала — в одном поколении. Время лёта бабочек — с конца мая до середины сентября. Бабочки кормятся нектаром различных травянистых растений, соком переспевших фруктов и сладкими выделениями тлей. Иногда их также может привлекать вытекающий сок деревьев. В жаркую погоду бабочки обычно прячутся в тени кустарников, а на ночной отдых устраиваются на листьях или ветвях кустарниковой растительности. Яйца откладываются самкой по одному на стебли и листья кормовых растений — злаков, таких как: мятлик, пырей, типчак, ежа сборная. . Гусеницы вылупляются осенью, не питаются и зимуют на первом возрасте. Питаться начинают весной. Гусеницы живут открыто на листьях злаков. Вырастают к концу своего развития до 25-30 мм. Окукливаются на стеблях злаков.